# Pedinolejeunea liukiuensis
Pedinolejeunea liukiuensis là một loài Rêu trong họ Lejeuneaceae. Loài này được (Horik.) P.C. Chen & P.C. Wu mô tả khoa học đầu tiên năm 1964.